# ダルース国際空港
ダルース国際空港 (IATA: DLH, ICAO: KDLH, FAA LID: DLH) は、ミネソタ州セントルイス郡ダルース市市街地から北西に5マイル (8.0 km)にある、軍民共用の市営空港。ダルースの他、近隣のウィスコンシン州スペリオルからの利用もある。個人や企業等の非定期航空便の利用(general aviation)が主だが、定期便を乗り入れる航空会社も3社ある。
民間航空会社の他、ミネソタ州空軍148戦闘部隊が駐留し、F-16C戦闘機が配備されている。

## 経緯
ダルース市は1929年にセントルイス郡から用地を購入し、640エーカー (2.6 km2)の敷地に、2,650-フート (810 m)長の芝生の滑走路を2本整備した上で、翌30年に一般空港として開港した。当初ウィリアムソン＝ジョンソン市営空港 (Williamson–Johnson Municipal Airport) と称したが、1963年に現在のダルース国際空港に改称した。
1942年に、既存の3滑走路が舗装された。それぞれ全長4,000フィート (1,200 m)、幅150フィート (46 m)で、30、90、130度の向きにほぼ等角度間隔で整備された(それぞれ3/21, 9/27, 13/31方向)。1945年には工兵隊により滑走路の拡張が行われ、9/27および3/21滑走路が5,699フィート (1,737 m)に延長した。1951年には空軍により9/27滑走路が更に9,000フィート (2,700 m)に延長され、余白として1,000-フート (300 m)分が追加されたほか、管制塔も設けられた。9/27滑走路はその後1956年に再改装された後、1966年には10,152フィート (3,094 m)にまで延長された。
初代のターミナルビルは1954年に9/27滑走路の南、3/21滑走路の西に建てられた。床面積は14,200平方フィート (1,320 m2)で280台分の駐車スペースがあった。
1974年にターミナルが建て替えられ、13/31滑走路の東に税関、国際到着便用ターミナルとともに共用を開始した。国際到着便ターミナル建設用地確保のため13/31滑走路は2,578フィート (786 m)に切り詰められた。完成後のターミナルが航路と干渉するため、13/31滑走路は使用停止となった。当該滑走路は1980年に幅を75フィート (23 m)に縮めて、タクシーウェイとして利用することとなった。1989年にターミナルが増築され、旧ターミナル部分には非定期航空便用の事務所、連邦航空局、気象局が入居した。

## 今後の予定
- 就航地の拡大
空港当局は就航地を広げたい意向で、乗り入れ希望会社を募っている。これまでに特に地元からの要望が強かったのはシカゴへの直行便で、これは2009年12月17日にユナイテッドエクスプレス便が就航したことで実現している。以前はアメリカン航空が直行便を運行していたが、就航先のシカゴ（オウヘア空港）の都合で運行を休止していた。
- 新ターミナルビル
現在新しいターミナルビルを建設中で、より多くの乗客、発着数、航空会社に対応できるようになる予定。

## 空港設備と航空機
敷地面積は3,020エーカー (1,220 ha)に及び、海抜は1,428フィート (435 m)。2本の滑走路を擁し、1本は9/27方向で、縦10,162フィート (3,097 m)、横150フィート (46 m)のコンクリート舗装、もう1本は3/21方向で、縦5,718フィート (1,743 m)、横150フィート (46 m)のアスファルト舗装。
2007年6月30日までの12か月で67,752回の発着があり、1日あたり185便に相当する。うち76%が民間の非定期航空便、10%が軍用機、8%が航空タクシー、6%が定期便であった。当該期間に当空港に籍を置いたのは86機で、うち60%が単発機、13%が双発機以上、1%がヘリコプター、26%が軍用機。

## 乗り入れ会社と就航地
| 航空会社                                                      | 就航地                                    |
| ------------------------------------------------------------- | ----------------------------------------- |
| アレジアント・エア                                            | ラスベガス、オーランド、フェニックス/メサ |
| デルタ・コネクション （運行はピナクル航空が担当）             | デトロイト、ミネアポリス/セントポール     |
| デルタ・コネクション （運行はスカイウエスト航空が担当）       | ミネアポリス/セントポール                 |
| ユナイテッド・エキスプレス （運行はスカイウエスト航空が担当） | シカゴ                                    |

## 主な就航地
| 順位 | 都市                      | 搭乗数 | 運行会社     |
| ---- | ------------------------- | ------ | ------------ |
| 1    | ミネアポリス/セントポール | 70,000 | デルタ       |
| 2    | シカゴ                    | 26,000 | ユナイテッド |
| 3    | デトロイト                | 25,000 | デルタ       |
| 4    | ラスベガス                | 15,000 | アレジアント |
| 5    | フェニックス/メサ         | 5,000  | アレジアント |
| 6    | オーランド                | 3,000  | アレジアント |

## 貨物便
| 航空会社                                    | 就航地                    |
| ------------------------------------------- | ------------------------- |
| Bemidji Airlines                            | ミネアポリス/セントポール |
| FedEx Feeder operated by CSA Air            | ロチェスター (MN)         |
| FedEx Feeder operated by Mountain Air Cargo | ミネアポリス/セントポール |